# Anna de Beaumont
Anna de Beaumont, född okänt år, död 1518, var en spansk hovfunktionär. 
Hon var guvernant till kejsar Karl V och hans syskon.